# Nokia N96
De Nokia N96 is een smartphone van het Finse merk Nokia die voor 2008 werd aangekondigd op de Europese markt.
De Nokia N96 kan aan twee kanten worden opengeschoven: de ene kant is voor multimediabediening en de andere kant is het normale toetsenbord van een telefoon.
Het apparaat heeft een Carl Zeiss-camera van 5 megapixel met autofocus en flits. Het heeft ook WLAN (wifi), waarmee internettoegang kan worden verkregen op draadloze netwerken. Met nieuwe firmware-versies ondersteunt het toestel ook MicroSD High Capacity-geheugenkaarten en assisted GPS (A-GPS). Het toestel is ontworpen door de Nederlandse ontwerpers Joeske Schellen en Daniel Dhondt.
De telefoon is ook uitgerust met DVB-H (Digital Video Broadcasting - Handhelds). Hiermee kan digitale televisie ontvangen worden op mobiele telefoons en pda's. Er waren anno 2008 echter zeer weinig telefoons met DVB-H, dat dan ook nog in de testfase verkeerde.
N70 · N71 · N72 · N73 · N73 Music Edition · N75 · N76 · N77 · N80 · N81 · N82 · N85 · N90 · N91 · N92 · N93 · N93i · N95 · N96 · N97 · N800